# Томмазо Маестреллі
Томмазо Маестреллі (італ. Tommaso Maestrelli, нар. 7 жовтня 1922, Піза — пом. 2 грудня 1976, Рим) — італійський футболіст, що грав на позиції півзахисника. По завершенні ігрової кар'єри — футбольний тренер.
Виступав за «Барі», «Рому» та «Луккезе-Лібертас», а також національну збірну Італії.
Як тренер став першим наставником «Лаціо», який привів команду до чемпіонства. Також тренував «Луккезе-Лібертас», «Барі», «Реджину» та «Фоджу».

## Клубна кар'єра
Народився 7 жовтня 1922 року в місті Піза, але через роботу свого батька, який був співробітником державних залізниць, у дитинстві змінив кілька міст проживання, поки в 1935 році, коли йому було тринадцять років, сім'я Маестреллі не перебралась в Барі. Тут Томмазо розпочав займатись футболом у місцевій команді «Барі».
Влітку 1938 року угорський тренер першої команди Йожеф Гінг, перевів Маестреллі до дорослої команди, коли йому було всього 16 років. 26 лютого 1939 року у матчі проти «Мілану» (0:3) Томмазо у віці 16 років, 4 місяці і 19 днів дебютував у Серії А. Цей матч залишився для молодого футболіста єдиним у тому сезоні. У наступному сезоні 1939/40 Маестреллі продовжив грати за дубль «Барі» майже до кінця сезону, повернувшись до основної команди лише на останні 5 ігор, під час яких забив перший гол у вищому дивізіоні — в останньому матчі ліги проти «Фіорентини».
У сезоні 1940/41 через військову службу Маестреллі зміг зіграти за команду 18 матчів і забити один гол у чемпіонаті, в якому «Барі» зайняло останнє 16 місце і вилетіло до Серії B. У наступному сезоні 1941/42 команда з Апулії, де Маестреллі став основним гравцем, змогла виграти другий дивізіон і повернутись в еліту, проте ненадовго, в першому ж сезоні команда зайняла передостаннє місце і мала знову опуститись у другий дивізіон. Але через війну наступний турнір не відбувся, а перший повоєнний офіційний сезон 1945/46 «Барі» розпочало в елітному дивізіоні, оскільки до участі в турнірі у Центральній та Південній Італії за браком у регіоні клубів вищого дивізіону було допущено низку команд із Серії B, серед яких і «Барі». Після цього Маестреллі провів з рідною командою ще два сезони в Серії А, взявши загалом участь у 146 матчах чемпіонату за весь час.
Своєю грою за цю команду привернув увагу представників тренерського штабу столичної «Роми», до складу якої приєднався разом з одноклубником Маріо Тонтодонаті влітку 1948 року. Відіграв за «вовків» наступні три сезони своєї ігрової кар'єри і був капітаном команди, в одному з найгірших періодів в історії клубу, який завершився єдиним вильотом «вовків» з Серії А за підсумками 1950/51, після чого Маестреллі перейшов у «Луккезе-Лібертас», але також за результатом першого сезону вилетів до Серії Б, де і виступав ще один рік, за результатами якого команда зайняла останнє місце і вилетіла в Серію С.
Завершив професійну ігрову кар'єру у рідному «Барі». Маестреллі прийшов до команди 1953 року, коли вона через фінансову скруту була відправлена в Серію D. За два сезони Маестреллі піднявся з командою до Серії Б, де провів також два сезони, після чого припинив виступи на професійному рівні у 1957 році.

## Виступи за збірну
У складі збірної Італії був учасником футбольного турніру на Олімпійських іграх 1948 року у Лондоні, на якому зіграв в одному матчі проти збірної Данії (3:5) в чвертьфіналі..

## Кар'єра тренера

### «Барі», «Реджина» та «Фоджа»
Перший досвід тренерської роботи Маестреллі отримав ще в 1953 році, коли протягом кількох матчів займав посаду граючого тренера «Луккезе-Лібертас».
Відразу по завершенні ігрової кар'єри у 1957 року залишився в рідному клубі «Барі», де працював асистентом у низки головних тренерів. Після звільнення чергового з них, П'єтро Маньї, у жовтні 1963 році очолив рідну команду. Під його керівництвом «Барі» спочатку тричі поспіль зіграло внічию, після чого перемогло «Торіно», але потім зазнало дві поразки 0:2 від «Лаціо» і «Сампдорії» і в кінці листопада Маестреллі був звільнений.
У 1964 році Маестреллі очолив «Реджину», яка на той момент грала в третьому за силою дивізіоні країни. Він в перший же рік вивів команду в Серію B. Це досягнення було історичним проривом для клубу, який ніколи не брав участь у другому дивізіоні, а Маестреллі отримав нагороду як найкращий тренер Серії C. У наступному сезоні Маестреллі ледь не вивів команду в Серію А, але нічия 0:0 з «Лекко» в останньому турі не дозволила команді вперше в історії вийти в елітний італійський дивізіон. Після цього Томмазо ще протягом двох років тренував команду, проте вони трималась в середині турнірної таблиці.
Наступним клубом в кар'єрі Маестреллі стала «Фоджа». Під керівництвом Маестреллі клуб впевнено виступав у Серії Б і в кубку Італії та за підсумками сезону 1969/70 завоював путівку в Серію А. За це Маестреллі знову був нагороджений як найкращий тренер сезону, тільки тепер Серії B. Багатьом уболівальникам і фахівцям сподобався стиль гри команди Маестреллі в Серії A, який був схожий на тотальний футбол, який сповідував в ті часи «Аякс», що багаторазово перемагав в чемпіонаті Нідерландів і в Європі. Натхнення Маестреллі черпав саме з розробок Рінуса Міхелса. Правда, вони не допомогли «Фоджі», і клуб вилетів за різницею м'ячів.
Разом з «Фоджею» в сезоні 1970/71 Серію А покинув і «Лаціо». Римляни були зацікавлені в тому, щоб Маестреллі став головним тренером клубу. Президент «Фоджі» Антоніо Феше не перешкоджав переходу і влітку Маестреллі підписав контракт з «Лаціо».

### Успіх в «Лаціо»
Відразу знайшлося чимало незадоволених уболівальників «бьянкочелесті», які не бажали щоб тренував «Лаціо» колишній капітан «Роми». Окремі гравці теж скептично поставилися до призначення Маестреллі. Одним з таких був Джорджо Кіналья, лідер команди і талановитий нападник з прямим характером, якого хотіли придбати деякі клуби. Він — один з небагатьох футболістів, які отримували виклик в збірну Італії з Серії B. Маестреллі першим пішов на контакт, і скоро між ними встановилися теплі і мирні відносини. Джорджо Кіналья був нерозлучним другом захисника Джузеппе Вілсона, якому Маестреллі віддав капітанську пов'язку. Джузеппе командував захистом, а Джорджо заправляв діями в атаці і навколо них будувалася гра. У першому ж сезоні під керівництвом Маестреллі Кіналья став найкращим бомбардиром Серії B, а «Лаціо» повернувся до вищого дивізіону.
Для вдалого виступу в еліті «Лаціо» потребувало підсилення, але клуб мав дуже обмежений бюджет, тому склад клубу поповнили Маріо Фрусталупі, півзахисник, який сидів у запасі «Інтера», Серджо Петреллі з «Роми», Лучано Ре Чекконі, з яким Маестреллі працював в «Фоджі», Ренцо Гарласкеллі з «Комо» (Серія B), воротар Феліче Пулічі з «Новари» (Серія B). Переважна більшість футболістів прийшли в «Лаціо» з нижчих дивізіонів, кілька гравців мали трохи досвіду гри в Серії A, однак клуб став одним з лідерів чемпіонату і у сезоні 1972/73 «Лаціо» боровся за скудетто до останнього туру. Але в підсумку римляни зайняли третє місце, відставши від чемпіона «Ювентуса» лише на два очки.
Це дозволило команді взяти участь у єврокубках. У другому раунді Кубка УЄФА 1973/74 «Лаціо» зустрічався з «Іпсвіч Тауном». У першому матчі англійці здобули перемогу 4: 0. У матчі-відповіді «Лаціо» мав усі шанси відігратися, але почасти через суддівські помилки не зміг. «Лаціо» переміг 4:2, проте не пройшов до наступного етапу змагань. Суперечки італійців викликали глузування у англійців, тому після матчу гравці «Лаціо» пішли в роздягальню гостей. Футболісти «Іпсвіча» замкнулися, але гравці «Лаціо» виламали двері і побили англійців. Це був єдиний випадок, коли Маестреллі не зміг стримати гравців, а «Лаціо» отримав дискваліфікацію в єврокубках на наступний сезон.
У 1974 році «Лаціо» виграв «скудетто», яке стало першим за 74-х річну історію клубу, чого «Лаціо» не вдавалося навіть у 1930-ті роки, коли головним вболівальником клубу був Беніто Муссоліні. «Лаціо» очолював турнірну таблицю по ходу сезону. Залишався останній тур, який вирішував долю чемпіонства. «Лаціо» потрібно було перемагати «Фоджу». Деякі вболівальники прийшли на «Стадіо Олімпіко» за десять годин до початку матчу. У той день «Лаціо» підтримували більше 80 тисяч глядачів. Переможний гол забив Кіналья, який з 24 м'ячами став найкращим бомбардиром Серії А, а по закінченню сезону Томмазо Маестреллі був визнаний найкращим тренером Серії А.
У наступному сезоні команда знову боролась за чемпіонство, проте з січня по лютий 1975 року Маестреллі страждав від болю в животі. Ретельне обстеження виявило рак печінки. Маестреллі ліг в лікарню, а «Лаціо», яке мало усі шанси знову перемогти в чемпіонаті, за п'ять турів до кінця залишилося без головного тренера. Клуб, очолюваний асистентом Маестреллі Роберто Ловаті програв чемпіонську гонку, зайнявши четверте місце.
У наступному сезоні 1975/76 президент римлян Ленціні продав деяких ключових футболістів (Нанні, Одді, Фрусталупі) і довірив керівництво командою перспективному тренеру Джуліо Корсіні, якому після дев'яти турів довелося боротися за виживання в лізі найсильніших. В цей час стан Маестреллі покращився завдяки експериментальним лікам і він знову зайняв місце біля керма «Лаціо». У кінці чемпіонату Маестреллі вже не міг розраховувати на Джорджіо Кіналью, який несподівано вирішив переїхати в США. Маестреллі довірив футболку з номером 9 молодому вихованцю на ім'я Бруно Джордано, і останній не підвів тренера. «Лаціо» вдалося уникнути пониження в класі в останньому турі, зігравши з «Комо» на виїзді внічию 2:2. Поступаючись по ходу матчу, римляни змогли уникнути поразки, завдяки голам Джордано і Бадіані. Позитивна різниця забитих і пропущених м'ячів в цей раз дозволила команді Маестреллі втриматися у Серії А, і замість них в Серію В вилетів «Асколі», що також добився нічиєї в матчі проти «Роми» (гол Пеллегріні).
Після цього Маестреллі відправився у двотижневу відпустку в Абруццо, в Пескарі, в будинок свого друга Маріо Тонтодонаті (колишнього одноклубника в «Барі» і «Ромі»), але восени хвороба повернулася. Тоді Томмазо порекомендував Ленціні взяти на його місце Луїса Вінісіо, а сам став спортивним директором команди.
28 листопада 1976 року відбулося чергове римське дербі. Маестреллі слухав репортаж матчу по радіо. У важкій боротьбі «Лаціо» вирвав перемогу у «Роми» завдяки голу Бруно Джордано і прекрасній грі Феліче Пулічі. Незабаром Маестреллі знепритомнів і 2 грудня помер. Похований в кладовищі Фламініо в Римі.

## Статистика виступів

### Статистика виступів за збірну
| Дата       | Місто  | Господарі | Результат | Гості  | Турнір  | Голи | Примітки |
| ---------- | ------ | --------- | --------- | ------ | ------- | ---- | -------- |
| 05/08/1948 | Лондон | Данія     | 5 – 3     | Італія | ОІ 1948 | -    |          |
| Усього     |        | Матчів    | 1         |        | Голів   | 0    |          |

## Титули і досягнення

### Як тренера
- Чемпіон Італії (1):

«Лаціо»: 1973–74

### Особисті
- Найкращий тренер Італії: 1968–69, 1973–74